# Balaoan
Balaoan ist eine Stadtgemeinde in der philippinischen Provinz La Union und liegt am Südchinesischen Meer. In dem 68,7 km² großen Gebiet lebten im Jahre 2015 39.188 Menschen, wodurch sich eine Bevölkerungsdichte von 570 Einwohnern pro km² ergibt. Die Gemeinde wurde 1704 gegründet.
Balaoan ist in folgende 36 Baranggays aufgeteilt:
| - Antonino - Apatut - Ar-arampang - Baracbac Este - Baracbac Oeste - Bet-ang - Bulbulala - Bungol - Butubut Este - Butubut Norte - Butubut Oeste - Butubut Sur | - Cabuaan Oeste - Calliat - Calungbuyan - Camiling - Dr. Camilo Osias - Guinaburan - Masupe - Nagsabaran Norte - Nagsabaran Sur - Nalasin - Napaset - Pagbennecan | - Pagleddegan - Pantar Norte - Pantar Sur - Pa-O - Almieda - Paraoir - Patpata - Sablut - San Pablo - Sinapangan Norte - Sinapangan Sur - Tallipugo |